# Idiomacromerus carayoni
Idiomacromerus carayoni is een vliesvleugelig insect uit de familie Torymidae. De wetenschappelijke naam is voor het eerst geldig gepubliceerd in 1986 door Steffan.